# سعيد الديوه جي
سعيد الديوه جي (1912 - 2000 م) هو مؤرخ محلي من الموصل. شغل منصب مدير متحف الموصل لفترة.

## ترجمته
ولد سعيد احمد الديوه جي في الموصل عام 1912 وكان والده الشيخ احمد الديوه جي 1288-1363هـ مفتياً «تولى الإفتاء في سنجار ثم القضاء في تلعفر سنة 1919، ثم الغي القضاء في تلعفر فعاد إلى داره في الموصل وعكف عليه الطلاب في مدرسة النبي جرجيس». اكمل سعيد الديوه جي دراسته الابتدائية والثانوية في الموصل، والتحق بدار المعلمين العالية ببغداد وتخرج فيها عام1931، واشتغل في التعليم في مديرية معارف الموصل. وعين معاوناً لمدير معارف الموصل عام 1944، ونقل إلى التفتيش في المدارس الابتدائية في لواء الموصل عام 1946. ونقل سعيد الديوه جي عام 1951 إلى مديرية الآثار العامة، وقام بتهيئة متحف حضاري في الموصل، افتتح عام 1952 في المهرجان الألفي الذي أقيم لابن سينا ببغداد، وبقي الديوه جي مديراً للمتحف الحضاري في الموصل حتى احيل إلى التقاعد عام 1968، وكان قد قضى في الخدمة ستاً وثلاثين سنة.
انتخب الديوه جي عضواً في المجمع العلمي العراقي عام 1965، وشارك مع مجموعة من الاساتذة تأسيس كلية الإدارة والاقتصاد عام 1968، والحقت بالجامعة المستنصرية ببغداد عام 1979، ثم الحقت بعد ذلك بجامعة الموصل عام 1974. واشترك سعيد الديوه جي بتأسيس جمعية التراث العربي بالموصل عام 1973 وانتخب نائباً للرئيس فيها، واختير مع ثمانية علماء لإنشاء دار الحكمة في بغداد عام 1978 وكلف الديوه جي عام 1982 أن يكون مستشاراً للمديرية العامة للآثار والتراث في المنطقة الشمالية وقلد الديوه جي وسام المؤرخ العربي عام 1987 من اتحاد المؤرخين العرب. وترجمت كتب سعيد الديوه جي (بيت الحكمة، دور العلاج والرعاية في الإسلام، التربية والتعليم في الإسلام) إلى اللغة اليابانية. وترجم كتابه (التربية والتعليم في الإسلام) إلى اللغة الاندنوسية.

## مؤلفاته
ألف الديوه جي عشرين كتاباً في التاريخ العربي الإسلامي ويعد واحداً من أهم المؤرخين في العراق واغزرهم إنتاجاً، فهو فضلاً عن كتبه العشرين لديه عشرات البحوث المنشورة في المجلات العراقية والعربية فضلاً عن مقالاته العديدة، ويعد استاذاً ومرجعاً لطلبة الدراسات العليا، إذ يندر ان يمضي طالب من اهالي الموصل في كتابة رسالة في التاريخ العربي الإسلامي دون أن يلتقي به مفيداً من عمله ومساعداته الجمة لمن يطلب العون والمساعدة، وهو بهذا يعد استاذاً في المجالين الكتابي والشفاهي، فضلاً عن مكتبته العامرة التي لم يبخل باعارة أي كتاب منها لمن يستعيره منه، ومكتبة المتحف الحضاري الشهيرة في الموصل ولا سيما بعد أن اضيف إليها مكتبة الاب انستاس الكرملي، فهي واحدة من المكتبات الثلاث الفنية بالمصادر والمراجع وامهات الكتب التي لايني الدارس الرجوع إليها في الموصل، والمعاملة اللطيفة والمتساهلة التي تتعامل بها إدارة المكتبة مع الباحثين وطلبة الدراسات العليا، ولا أظن ان طالباً في الدراسات العليا أو باحثاً استغنى عن الرجوع إلى هذه المكتبة القيمة، إذ نردد نحن الجيل الذي اضحى قديماً باننا خرجنا من معطف مكتبة المتحف ومن معطف سعيد الديوه جي، كما خرج ادباء روسيا في القرن التاسع عشر من معطف جوجول.
لقد اهتم سعيد الديوه جي في بداية انصرافه إلى الكتابة التاريخية بالتاريخ العربي الإسلامي وصب اهتمامه على الدور الحضاري الذي لعبه العرب المسلمون في هذا المجال، فجاء كتابه الأول، الفتوة في الإسلام (الموصل 1940) خاصاً بنظام الفتوة في الإسلام والعاب الفتيان واهتمام الخليفة الناصر لدين الله العباسي في تعميمها.
من أهم مؤلفاته المنشورة:
- الفتوة في الإسلام (1940)
- جوامع الموصل (1960)
- تقاليد الزواج في الموصل (1975)
- تاريخ الموصل الجزء الأول (1982) والثاني (2001)
- صناعة النسيج في الموصل (1987)

وقام الديوه جي بتحقيق عدة كتب منها منية الأدباء لياسين العمري (توفي 1235 هـ) وبعض كتابات نقولا سيوفي.
ابنه الأستاذ أبي سعيد الديوه جي يعمل رئيسا لجامعة الموصل.